# غمامة نقطية

الغمامة النقطية (eng. Point cloud) هي مجموعة من النقاط ثلاثية الأبعاد، التي تنشأ من مسح سطح الجسم بواسطة الماسح ثلاثي الأبعاد، وذلك بهدف إنشاء نموذج للجسم.
إلا أن هذه الغمامة النقطية الناتجة تحتاج لمعالجة ببرامج خاصة تتعلق بنوعية الماسح المستخدم لتحقيق الهدف المذكور.
فمثلاً يستخدم برنامج (Cyclon) للبيانات الممسوحة بالجهاز HDS, و(Real Works) لمعالجة البيانات المسوحة بالجهاز Trimble.